# (682) Hagar
Pour les articles homonymes, voir Agar.
(682) Hagar est un astéroïde de la ceinture principale découvert le 17 juin 1909 par l'astronome allemand August Kopff.
Sa désignation provisoire était 1909 HA.